# Франциск де Джеронимо
Святой Франциск де Джеронимо (Франческо де Джеронимо; итал. Francesco de Geronimo, 17 декабря 1642, Гротталье, Апулия — 11 мая 1716, Неаполь) — итальянский католический священник, иезуит. Лаконичный проповедник, он читал проповеди как в крупных городах, так и в сельской местности, и всегда находил отклик у людей, независимо от их социального положения.
Сочинил Dio vi salvi Regina, который в 1735 году был адаптирован как национальный гимн Корсики.

## Биография
Родился в Гротталье 17 декабря 1642 года; старший из одиннадцати детей Джованни Леонардо ди Джеронимо и Джентилески Гравины. С детства был благочестивым, уже в возрасте двенадцати лет занимал должность кистера и катехизатора в обители театинцев недалеко от своего дома. В 1658 году поступил в иезуитский колледж в Таранто, где изучал гуманитарные и философские науки и добился таких успехов, что местный епископ отправил его в Неаполь для посещения лекций по богословию и каноническому праву в церкви Джезу Веккьо.
Рукоположен в сан священника в Неаполе 18 марта 1666 года епископом Поццуоли. Ему пришлось получить дипломные грамоты от архиепископа и разрешение от папы Александра VII, поскольку он ещё не достиг требуемого для рукоположения возраста. До 1670 года отвечал за учеников дворянского колледжа в Неаполе, где студенты прозвали его il santo prefetto («святой префект»). Вскоре решил присоединиться к иезуитам, несмотря на возражения отца. Поступил в новициат 1 июля 1670 года, и на следующий год был отправлен с опытным миссионером проповедовать в окрестностях Отранто. С 1671 по 1674 год читал проповеди в городах и деревнях; в 1675 году определён в Джезу Нуово. Он хотел отправиться с миссией на Дальний Восток, но ему велели отказаться от этой идеи и сосредоточиться на работе в Неаполе, где он и оставался до конца жизни. Неутомимый проповедник, он объездил все окрестности Неаполя; благодаря звучному голосу его проповеди были отчётливо слышны на большом расстоянии.
В марте 1715 года, в начале Великого поста неожиданно слёг с сильной лихорадкой; болезнь прошла в течение недели, и он возобновил свою деятельность, несмотря на слабость. Перед Рождеством он настолько плохо себя чувствовал, что его отправили в Пуццуоли для выздоровления. В марте 1716 года он вернулся в Неаполь, но оставался в больничном крыле. В середине 1716 года умер от плеврита после двух недель мучений.

## Прославление
Вскоре после его смерти архиепархия Неаполя обратилась в Священную конгрегацию обрядов с просьбой начать процесс его канонизации.
2 мая 1758 года он был провозглашён досточтимым после того, как папа Бенедикт XIV официально объявил, что покойный иезуит проявил героическую добродетель. Вскоре после этого его бы беатифицировали, но изгнание ордена иезуитов затормозило процесс. Папа Пий VII одобрил два приписываемых ему чуда и причислил его к лику блаженных 2 мая 1806 года в базилике Святого Петра, а подтверждение ещё двух чудес позволило папе Григорию XVI причислить де Джеронимо к лику святых 26 мая 1839 года.
В Джезу Нуово в Неаполе есть посвящённая ему часовня, а в 1934 году Франческо Джераче изваял статую в его честь.
День памяти — 11 мая.